# Tiszakeszi
Tiszakeszi község Borsod-Abaúj-Zemplén vármegyében, a Mezőcsáti járásban.

## Fekvése
A Taktaköztől délnyugatra húzódó Borsodi-ártér térségében helyezkedik el. Mezőcsáttól 8 km-re délkeletre, Tiszatarjántól délre, a Tisza partján található. Zsáktelepülésnek tekinthető, mivel közúton csak a Mezőcsát–Tiszaújváros közti 3313-as útból kiágazó 33 106-os számú mellékúton érhető el.

## Nevének eredete
A Keszi török eredetű szó: az ótörök Kesak (darab), s ennek töve a kes (vág).
Neve az egyik magyar törzs nevét viseli, a falu valószínűleg a törzs tagjainak részvételével jött létre, és kezdetben e törzs tagjainak birtokában lehetett.

## Története
Tiszakeszi, Keszi nevét 1332-ben a pápai tizedjegyzék említette először, melyben megnevezik Szent Simonról és Júdásról elnevezett templomát is, melynek papja 8 garas pápai tizedet fizetett, ami már korábban létrejött jelentős községre vall.
A 15. század közepén Brankovits György birtoka volt. A szerb despota annak fejében kapta a birtokot Zsigmond magyar királytól, hogy Lazarovits István, majd utóda Brankovits György a Balkánon előretörő török hadakkal szemben a déli végeket védelmezze. A birtokot a király 1420 körül adományozhatta Brankovitsnak, aki miután 1450 körül nem tudott ellenállni a török nyomásnak feladta Szerbiát, ezzel elvesztette magyarországi birtokait, köztük Keszit is.
1464-ben Keszi birtokosai már a Lórántffyak voltak.
1546-ban a portális összeírásban Pribék Péter és Halmoly Gergely birtoka, 1576-os összeírásban pedig 2 juhtartó gazdaságát írták össze 107 juhhal.
1594-ben nem szerepelt a község a dézsmajegyzéken, 1598-ban pedig - a keresztesi csata után - 16 családot írtak össze a községben. Ekkor 4 juhász gazdaság volt a községben 156 állattal.

## Közélete

### Polgármesterei
- 1990–1994: Kiss Lajos (független)[3]
- 1994–1998: Kiss Lajos (független)[4]
- 1998–2002: Kiss Lajos (független)[5]
- 2002–2006: Kiss Lajos (független)[6]
- 2006–2010: Kiss Lajos (független)[7]
- 2010–2014: Sipos Imre (független)[8]
- 2014–2019: Sipos Imre (független)[9]
- 2019–2024: Sipos Imre (független)[10]
- 2024– : Borza Gyula (független)[1]

A településen a 2006-os önkormányzati választás apróbb érdekessége volt, hogy az egyik polgármester-jelölt neve mellett, a hivatalos választási dokumentumokban is ott szerepelt ez a kitétel: „a volt jegyző”. A képviselő-jelöltek egyikének, D. Nagy Lajosnak neve mellett a lakhelyét tüntették fel („Lőcsei utca”), talán azért, hogy jobban elkülöníthető legyen egy másik, Nagy Lajos nevű jelölttől, egy másik, egyébként eltéveszthetetlen nevű jelölt neve mellett pedig a foglalkozása volt olvasható a szavazólapon („postás”).

## Nevezetességei
- Itt, Tiszakeszi határában állt egykor a Százdi apátság, mely valószínűleg a tatárjáráskor pusztult el. Alapító oklevele azonban egy a IV. Béla király által 1267-ben kiállított átiratban fennmaradt.

Az egykori monostor alapfalait 1965-ben Tiszakeszitől 2 km-re a Tisza árterében, a Százdi-szigeteken tárták fel, ahol középkori templom alapfalait és 11. századból való sírokat találtak.
- Több kastély is volt ezen a környéken, melyből csak 2 maradt meg, az Édes kastély és a Zsóri kastély. Sajnos a többinek már csak az alapjait találni. Az Édes kastélyt ma már kultúrházként, a Zsóri kastélyt pedig napköziotthonként használják, de előfordult már hogy itt rendeztek meg vetélkedőket, és ide járnak 2 hetente a nyugdíjas klub tagjai és itt töltik az időt. Ezen kívül található még itt egy iskolamúzeum, melyet alkalmanként turisták látogatják. Ez közvetlenül a Széchenyi István Általános Iskola mellett található.Községünkben két iskola működik az egyik a Széchenyi István Általános Iskola, a másik pedig a Lórántffy Zsuzsanna Református Általános Iskola. Található még itt egy Széchenyi park, ahol minden év március 15-én koszorúzási ünnepséget tartanak.

## Légi felvételek

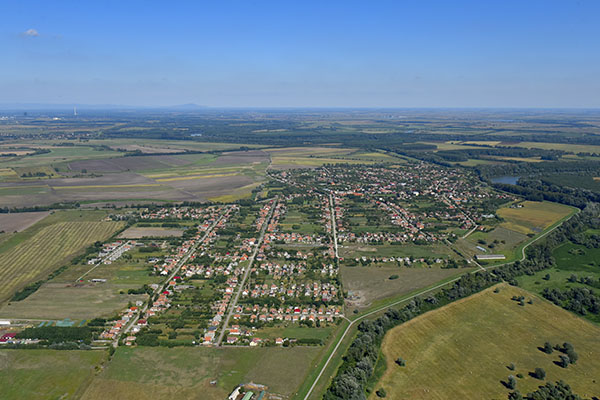
Tiszakeszi, látképe madártávlatból
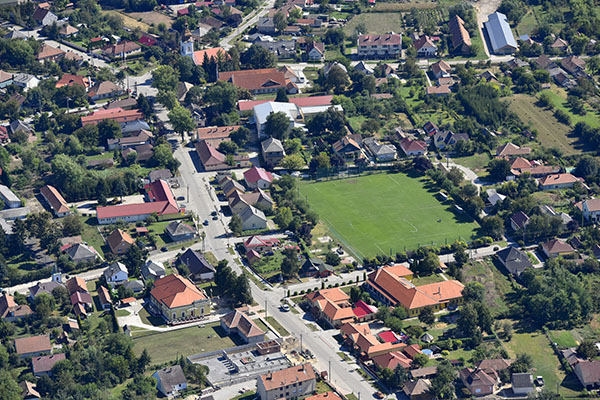
Tiszakeszi, légi felvételen
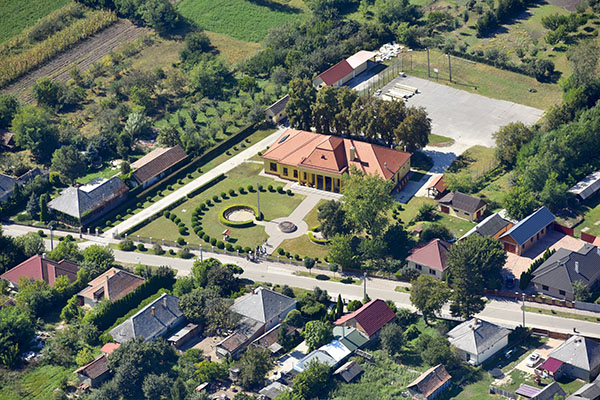
Tiszakeszi, Zsóry-kastély - légi fotó
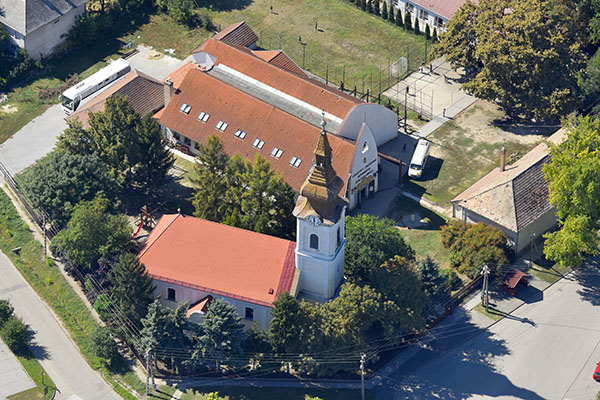
Tiszakeszi, templom légi felvételen
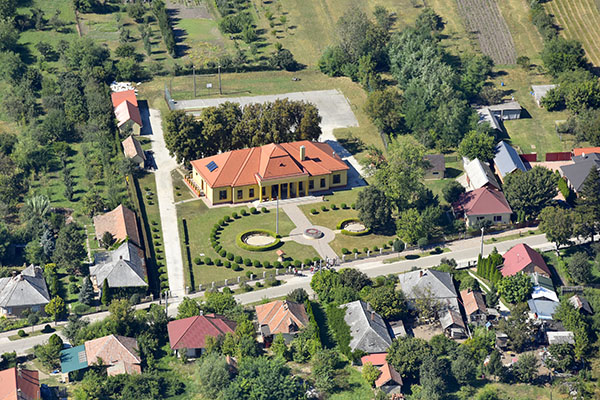
A Zsóry-kastély lég fotón (Tiszakeszi)
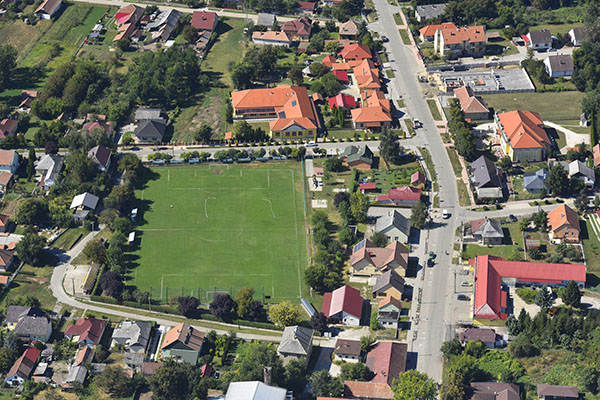
Sportpálya a levegőből (Tiszakeszi)
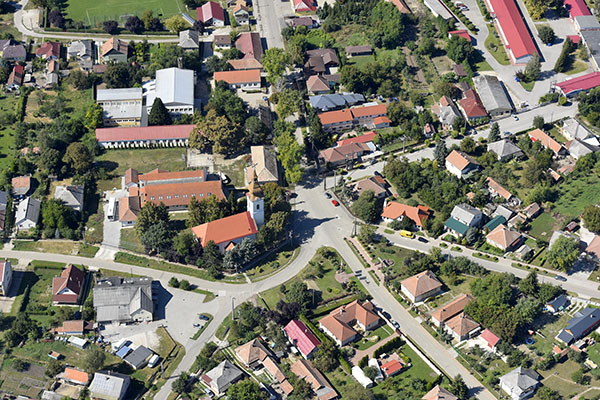
Tiszakeszi, a magasból

## Itt születtek, itt éltek
- Gondola István mezőgazdasági mérnök 1922-ben itt született.
- Horváth Pista (1941–1998) zenész

## Gazdaság
A községben egy cipőgyár működik, ami eléggé sok munkát ajánl a lakosoknak. Régebben 2 cipőgyár is működött a községben, de az egyiket bezárták.

## Népesség
A település népességének változása:
| Lakosok száma | 2630 | 2630 | 2609 | 2516 | 2455 | 2459 | 2442 |
|               | 2013 | 2014 | 2015 | 2021 | 2022 | 2023 | 2024 |

2001-ben a település lakosságának 98%-a magyar, 2%-a cigány nemzetiségűnek vallotta magát.
A 2011-es népszámlálás során a lakosok 91,4%-a magyarnak, 5% cigánynak, 0,6% németnek mondta magát (8,5% nem nyilatkozott; a kettős identitások att a végösszeg nagyobb lehet 100%-nál). A vallási megoszlás a következő volt: római katolikus 18%, református 49,8%, görögkatolikus 0,9%, felekezeten kívüli 12,2% (15,6% nem válaszolt).
2022-ben a lakosság 93,9%-a vallotta magát magyarnak, 2% cigánynak, 0,2% németnek, 0,1% ukránnak, 0,1% szlováknak, 1,3% egyéb, nem hazai nemzetiségűnek (6,1% nem nyilatkozott; a kettős identitások miatt a végösszeg nagyobb lehet 100%-nál). Vallásuk szerint 11,5% volt római katolikus, 35,5% református, 0,5% görög katolikus, 1,7% egyéb keresztény, 15,7% felekezeten kívüli (34,4% nem válaszolt).